# Kostel svatého Antonína Paduánského (Bedřichov)
Římskokatolický filiální kostel svatého Antonína Paduánského v Bedřichově je sakrální stavba stojící na stráni na hřbitově.

## Historie

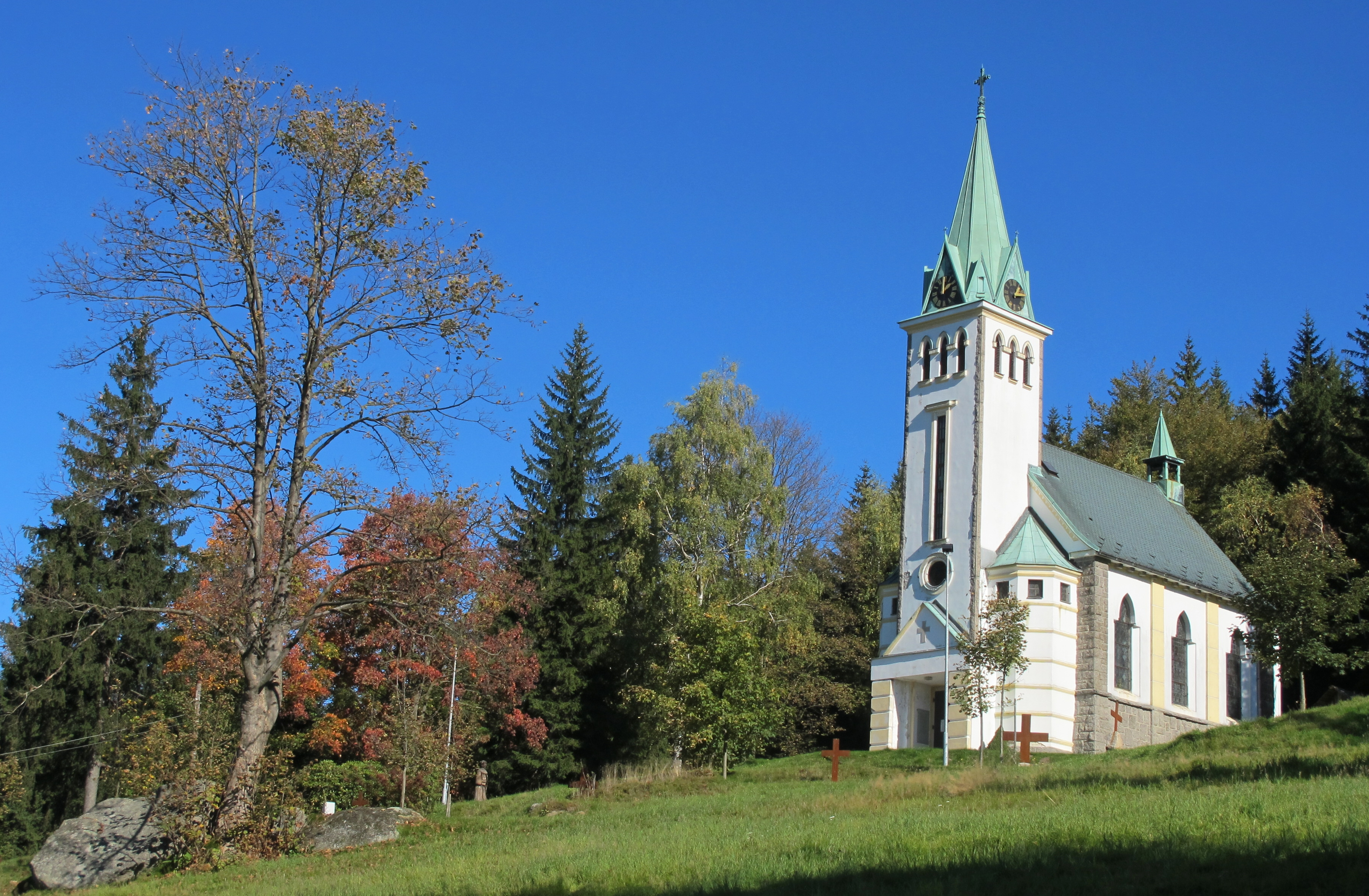
Pohled na průčelí a bok kostela v Bedřichově

Kostel je betonová a cihlová parafráze gotiky postavená v letech 1930-1932. Kolem přelomu druhého tisíciletí byl kostel opraven a v roce 2005 získal nové zvony.

## Architektura
Obdélníková loď je na východě uzavřena půlkruhovým závěrem. Na západní straně lodi je hranolová věž v níž je předsíň. Uvnitř je plochý strop.

## Zařízení
Zařízení pochází ze zrušené kaple z nedaleké sklářské usedlosti Kristiánova. Hlavní oltář je barokní z 1. poloviny 18. století. Je trojkřídlý s umělecky méně hodnotným obrazem Čtrnácti svatých pomocníků, sv. Václava a sv. Prokopa. Na zdi za hlavním oltářem je obraz sv. Antonína z počátku 19. století. Na nové kazatelně je barokní soška sv. Michaela z 18. století. Ostatní zařízení pochází z období výstavby kostela.